# Calendrier romain général (1960)
Cet article concerne le calendrier romain général en vigueur à partir de 1960. Pour le calendrier liturgique promulgué au XVIe siècle, voir Calendrier romain tridentin. Pour une vue d'ensemble du Calendrier romain général, voir Calendrier romain général (liturgie).
Le calendrier romain général de 1960 est celui qui fut établi par le pape Jean XXIII en conformité avec son Code des Rubriques (Codex rubricarum) promulgué par le motu proprio Rubricarum instructum du 25 juillet 1960.
Ce calendrier est incorporé dans l'édition 1962 du missel romain et dans l'édition typique 1961 du Bréviaire romain.
Il a par la suite été remplacé par un nouveau calendrier romain général introduit en 1969.

## Innovations
Le Code de Rubriques de 1960 introduit des modifications notables du Calendrier romain général.

## Publication
Le calendrier romain général 1960 est publié dans Acta Apostolicae Sedis LII (1960), pp. 686–698, dans l'édition typique 1961 du Bréviaire romain, pp. 62*–75*, et dans l'édition typique 1962 du Missel romain, pp. XLV–LIII.

## 1961
L'instruction De calendaribus particularibus du 14 février 1961 exclut les fêtes des calendriers particuliers (locaux), en les permettant uniquement « si des raisons vraiment spéciales le demandent».